# Об'єднана міжвидова оперативна група — операція «Непохитна рішучість»
Об'єднана міжвидова оперативна група — операція «Непохитна рішучість» (англ. Combined Joint Task Force – Operation Inherent Resolve) — багатонаціональне військове угруповання військ (сил), створене міжнародною коаліцією на чолі з США для скоординованих дій проти Ісламської держави з метою «нівелювати і знищити» терористичну організацію. Очолюване Центральним командуванням армії США (ARCENT), воно складається з військовослужбовців і персоналу з понад 30 країн світу.
Сформована в жовтні 2014 року Центральним командуванням США, CJTF-OIR призначалася для створення усталеного управлінського механізму для координації операцій багатонаціональних сил проти ІДІЛ після його швидких перемог в Іраку в червні 2014 року. Операція «Непохитна рішучість», що складалася з кампаній в Іраку, Сирії та Лівії, були основними напрямами дії розгорнутого органу військового управління.
Основна частина бойових операцій CJTF-OIR складається з повітряних ударів по Ісламській державі; розгорнуті різні наземні сили, включаючи сили спеціальних операцій, артилерію, тренування і військових радників. Переважна більшість авіаударів (75-80 %) припадає на сили США, решта — на Австралію, Канаду, Данію, Францію, Йорданію, Бельгію, Нідерланди, Саудівську Аравію, Туреччину, Об'єднані Арабські Емірати та Велику Британію. Хоча оперативна група не входить до складу НАТО, всі 30 членів військового альянсу роблять свій внесок у CJTF-OIR.
До кінця 2017 року CJTF-OIR заявила, що її авіаудари вбили понад 80 000 бойовиків ІДІЛ. Коаліція також надала іракським збройним силам військову техніку на суму 3,5 мільярда доларів, ще мільярди — пешмерга, і підготувала 189 000 іракських солдатів і поліцейських. Вона також надала значну підтримку Сирійським демократичним силам, з якими координує різні операції.